# Малкольм і Марі
«Малкольм і Марі» (англ. Malcolm & Marie) — американський драматичний фільм, зрежисований Семом Левінсоном, котрий є також сценаристом фільму. Головні ролі у фільмі виконали Зендея і Джон Девід Вашингтон. Прем'єра фільму відбулась на стрімінговій платформі Netflix 5 лютого 2021.

## Сюжет
Режисер (Вашингтон) повертається додому з його дівчиною (Зендея) після прем'єри його фільму в очікуванні реакції критиків і фінансового успіху. Вечір отримує неочікуваний поворот, коли між партнерами зав'язується відверта розмова про стосунки, яка стає випробуванням для їхнього кохання.

## У ролях
- Зендея  — Марі
- Джон Девід Вашингтон — Малкольм

## Виробництво
У липні 2020 було анонсовано, що Зендея і Джон Девід Вашингтон приєднались до акторського складу фільму, а Сем Левінсон став режисером та автором сценарію, який він написав усього за 6 днів. Зйомки фільму проходили під час карантинних обмежень, спричинених пандемією COVID-19, з 17 червня до 2 липня.
У той же час, Левінсон і Зендея брали участь у виробництві серіалу Ейфорія, знімання якої були призупинені через пандемію.
Знімання фільму повністю відбувались у Caterpillar Hause, приватному будинку в Кармелі, Каліфорнія з дотриманням місцевих протиепідемічних заходів безпеки. На час знімань, а також на два тижні до і після них, увесь акторський склад та знімальну групу було відправлено на карантин, щодня проводилось сканування температури, було посилено протиепідемічні заходи. Фільм було відзнято на чорно-білу 35-міліметрову плівку.

## Реліз
У вересні 2020 Netflix викупив права на показ фільму за $30 млн, перебивши ціну, запропоновану HBO, A24 та Searchlight Production. Реліз фільму відбувся 5 лютого 2021 року.